# Cimara (Pasawahan)
Cimara is een bestuurslaag in het regentschap Kuningan van de provincie West-Java, Indonesië. Cimara telt 1818 inwoners (volkstelling 2010).